# Wade Graham

a Compétitions nationales et continentales officielles uniquement.

b Matchs officiels uniquement.
Wade Graham, né le 25 octobre 1990 à Blacktown (Australie), est un joueur de rugby à XIII australien évoluant au poste de demi d'ouverture, demi de mêlée, talonneur, deuxième ligne ou de troisième ligne. Il fait ses débuts en National Rugby League (« NRL ») avec les Panthers de Penrith lors de la saison 2008 avant de rejoindre en 2010 les Sharks de Cronulla-Sutherland avec lesquels il remporte la NRL en 2016. Enfin il a également été appelé en sélection d'Australie dans le cadre de la Coupe du monde 2017.
Il a également remporté à une reprise le City vs Country Origin avec la sélection de City.

## Palmarès
- Collectif :
  - Vainqueur de la Coupe du monde : 2017 (Australie).
  - Vainqueur de la Coupe du monde de rugby à neuf : 2019 (Australie).
  - Vainqueur de la National Rugby League : 2016 (Cronulla-Sutherland).
  - Vainqueur du State of Origin : 2019 (Nouvelle-Galles du Sud).
  - Vainqueur du City vs Country Origin : 2015 (City).

### En club

#### Statistiques
| Saison | Club                       | Compétition           | Matchs | Points | Essais | Goals | Drops |
| ------ | -------------------------- | --------------------- | ------ | ------ | ------ | ----- | ----- |
| 2008   | Penrith Panthers           | National Rugby League | 8      | 0      | 0      | 0     | 0     |
| 2009   | Penrith Panthers           | National Rugby League | 22     | 20     | 5      | 0     | 0     |
| 2010   | Penrith Panthers           | National Rugby League | 12     | 16     | 4      | 0     | 0     |
| 2011   | Cronulla-Sutherland Sharks | National Rugby League | 24     | 26     | 6      | 2     | 0     |
| 2012   | Cronulla-Sutherland Sharks | National Rugby League | 19     | 24     | 6      | 0     | 0     |
| 2013   | Cronulla-Sutherland Sharks | National Rugby League | 23     | 8      | 2      | 0     | 0     |
| 2014   | Cronulla-Sutherland Sharks | National Rugby League | 19     | 20     | 5      | 0     | 0     |
| 2015   | Cronulla-Sutherland Sharks | National Rugby League | 26     | 16     | 4      | 0     | 0     |
| 2016   | Cronulla-Sutherland Sharks | National Rugby League | 26     | 8      | 2      | 0     | 0     |
| 2017   | Cronulla-Sutherland Sharks | National Rugby League | 22     | 20     | 5      | 0     | 0     |
| 2018   | Cronulla-Sutherland Sharks | National Rugby League | 18     | 12     | 3      | 0     | 0     |
| 2019   | Cronulla-Sutherland Sharks | National Rugby League | 10     | 4      | 1      | 0     | 0     |
| 2020   | Cronulla-Sutherland Sharks | National Rugby League | 19     | 16     | 4      | 0     | 0     |
| 2021   | Cronulla-Sutherland Sharks | National Rugby League | 11     | -      | -      | 0     | 0     |
| 2022   | Cronulla-Sutherland Sharks | National Rugby League | 18     | 4      | 1      | 0     | 0     |
| 2023   | Cronulla-Sutherland Sharks | National Rugby League | 20     | 8      | 2      | 0     | 0     |